# 대한민국의 커피

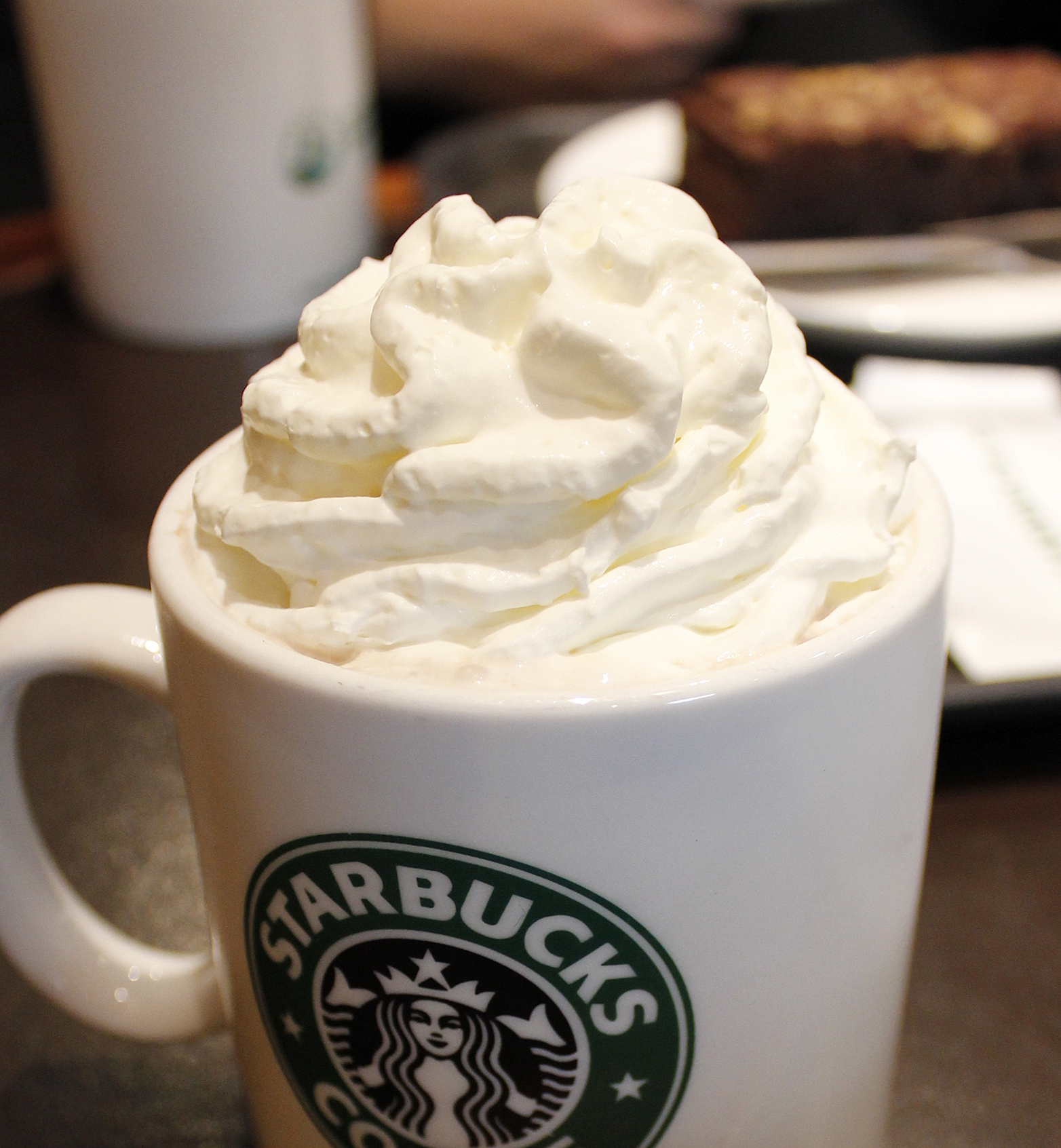
서울의 스타벅스 커피. 휘핑크림이 올라가 있다.

대한민국의 커피는 대한민국 문화의 강력한 요소이다. 19세기에 탄생하여 한국 시장에서 눈에 띄는 상품이자 가장 인기 있는 음료 중 하나가 되었다.

## 역사
강준만의 "스타벅스에 가다"에 따르면 한국에서 커피를 처음 맛본 사람은 고종이다. 1896년에 러시아 대사의 처남인 앙투아네트 손탁은 왕에게 커피 한 잔을 대접했다. 당시 한국인들은 외국 문화와 새로운 음료에 대해 호기심이 많았다. 커피는 서양에서 전래되어 부자만이 살 수 있는 동양의 한약재와 비슷하여 서구화와 근대화의 상징으로 소비되었다. 초창기 사람들은 커피숍이나 카페를 '다방'이라고 불렀다. 우리나라 최초의 다방은 1902년 서울 중구 정동에 손탁호텔이라는 곳으로 손탁이 지었다.
현대식 다방들은 1927년 명동에서 시작하여 종로와 충무로로 전파되었다. 다방은 처음에는 왕실과 고위층에게 개방되었고, 나중에는 정치관, 예술가 본부, 사업가들의 모임 장소로 사용되었다. 한국인들은 다방 분위기에서 커피를 마시는 습관을 즐 다방 때문에 다방에 매료되었다. 젓가락을 사용하고 그릇에 한국 전통 국을 마시는 대신 포크를 사용하여 케이크를 먹고 찻잔에 커피를 마시는 것을 경험하는 것은 큰 즐거움이었다.
1900년대 중반 다방은 사람들이 커피를 마시는 장소가 아니라 만남의 장소로 계속 존재했다. 그러나 아직까지 높은 가격 때문에 일반 시민들이 커피를 마시지는 못했다. 다방이 등장하기 전에는 고위층은 기생집에서 모임을 갖고 서민들은 주막에 모여 생활과 정치에 대해 이야기를 나눴다. 다방은 정치, 경제, 문화, 교육, 예술, 종교 등 다양한 분야에 대한 논쟁의 중심이었기 때문에 한국 정부는 다방에 개인이 방문하는 것을 엄격히 제한했다. 그런 의미에서 1950년대 한국의 카페는 사회적 기관으로서의 기능 때문에 '경찰이 카페를 유심히 감시했던' 17세기 후반의 파리 카페와 매우 흡사했다.
커피는 미군이 한국 전쟁 (1950년 ~ 1953년) 동안 한국에 인스턴트 커피가 도입될 때까지 상류층이 소비하는 좋은 식품이 되었다. 인스턴트 커피는 한국 전쟁 전후에 널리 보급되었고 많은 한국인들이 커피를 즐기기 시작했다.
1960년대에는 1961년 독재자 박정희의 5·16 쿠데타 이후 국산품 사용 움직임으로 다방에서 커피가 금지되면서 커피의 가치가 치솟았다. 1960년대가 되자 다방은 중산층에게 더 개방되었다. 그때까지 다방은 어른들의 전유물이었지만 점차 젊은 남녀들에게 떠오르는 데이트 장소가 되었다. 한국 최초의 테마 카페는 아마도 1970년대의 음악 다방이었을 것이다. 이런 형태의 다방에는 고객의 노래 요청을 받아 녹음된 음악을 들려주는 디스크 자키들이 있었다. 1970년대에 자신의 정치적 의견을 공개적으로 표현하지 못했던 대학생들에게 자유의 느낌을 제공했다.
1980년대에 들어, 다방들 간의 경쟁이 치열해지면서 분홍빛 조명, 실내폭포 등 개성 있는 아이템을 사용하여 가게를 꾸며 붐비는 장터에서 살아남기 위해 노력했다. 당시 다방들은 분위기와 메뉴에 큰 변화를 주었다. 예를 들어, 다른 사람의 시선을 차단하는 칸막이가 있는 어두운 분위기의 다방은 밝고 아늑한 분위기로 바뀌었다. 새로운 형태로 등장한 커피숍은 구식 다방들과의 차별화를 위해 스스로를 '카페'라고 칭하며 전통적인 차와 탄산음료를 판매하는 대신 다양한 종류의 커피에 집중하기 시작했다.
1990년대 사람들은 소비에도 스타일이 있다고 생각하고 전문적인 커피를 다루고 깔끔한 인테리어를 지닌 카페를 선호했다. 1999년 한국 최초의 외국 프랜차이즈 커피전문점인 스타벅스가 서울 신촌에 문을 열면서 한국 카페 문화의 역사에 큰 변화가 있었다. 스타벅스는 미모의 웨이트리스가 없는 테이크아웃과 셀프서비스, 혼자 카페에서 책을 읽거나 숙제를 하는 등 새로운 카페 문화를 한국에 소개했다. 이후 더 다양한 커피와 분위기로 외국 프랜차이즈 커피숍이 시장에 진출했고, 독특한 특징을 지닌 로컬 프랜차이즈 카페와 소규모 개인 카페가 등장했다.

## 커피 소비
2015년 기준, 한국에는 약 49,600개의 커피숍이 있고 서울에는 17,000개의 커피숍이 있는 것으로 추산되며 서울의 1인당 커피 소비량은 시애틀이나 샌프란시스코보다 많다. 2013년 한국에서 판매된 커피는 약 657,000톤으로 추정되며 1인당 커피 소비량은 약 2.3kg로 나타났다.
인스턴트 커피 시장은 많은 유명 브랜드가 시장 점유율을 놓고 경쟁하는 한국의 전체 커피 소비량에서 큰 비중을 차지한다. 커피 본연의 맛을 가장 잘 보존할 수 있는 방법인 동결건조와 같은 인스턴트 커피 기술은 대량생산을 위해 한국에서 발전했다. 2003년 기준 인스턴트 커피는 소비되는 전체 커피의 90%를 차지한다.
1990년대 후반 스타벅스와 같은 대형 커피 체인점이 등장하면서 신선하게 갓 내린 커피의 소비가 증가했다. 커피를 즐기러 스타벅스에 가는 것이 미국과 서양의 문화를 접하는 방법이 되면서 많은 한국 젊은이나 중산층, 중상류층이 스타벅스를 찾기 시작했다.

### 불교와 커피 소비
커피 소비를 늘린 또 다른 한국인 그룹은 한국 불교도이다. 오늘날 한국의 일부 주요 수도원에서는 승려의 절반 이상이 명상 대신 커피를 마시는 것으로 전환했다고 말한다. 커피를 만들어 방문객들과 나누는 것도 불교가 현대 사회에서 의미를 유지하는 방법으로 합리화된다. 일반적으로 한국 수도원 공동체와 관련된 커피의 종류는 핸드드립 커피이다. 승려들은 핸드드립 커피와 관련된 한국의 고급 문화와 관련되기를 원하기도 한다. 또한 핸드 드립 커피는 차를 만드는 의식을 반영하여 많은 도구와 단계가 있다. 한국 불교 공동체가 커피를 받아들인 방법의 예로 푸람사, 토리사 및 기타 카페가 설립된 수도원 부지를 들 수 있다.

## 로스터
커피숍의 갑작스러운 유입은 다양한 전통 차를 제공하는 일반적인 만남의 장소였던 전통적인 다방을 대체했다. 커피 수요 급증으로 이익을 본 대형 미국 체인 외에도 지역 기업과 기업가도 기회를 포착했다. 2014년 기준 한국에는 17,000개의 커피숍이 있으며 수도인 서울에는 세계의 어느 도시, 심지어 뉴욕보다 더 많은 스타벅스 매장이 있다.

### 스타벅스

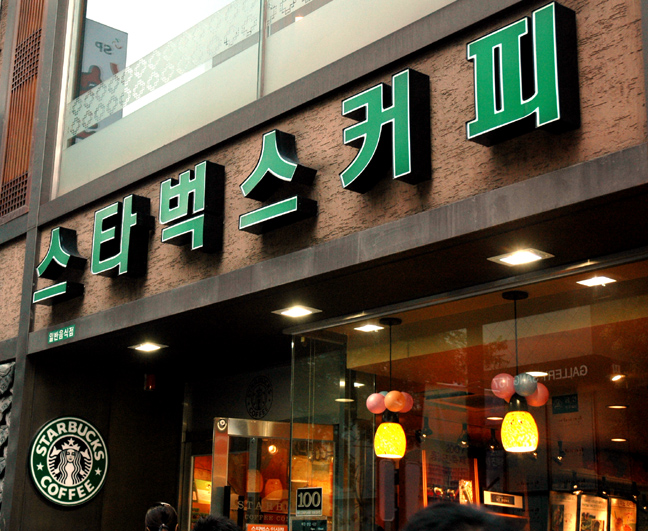
서울의 스타벅스

스타벅스는 1999년 첫 매장을 오픈한 뒤 2011년부터 매년 약 80개의 새로운 매장을 오픈하고 있다. 한국 대중과 미국과의 강한 유대감은 커피를 선호하게 하는데 도움을 주었고 많은 한국인들이 커피와 스타벅스를 라이프스타일 선택으로 연상하면서, 그것은 서울 전역에서 지위를 상징하게 되었다. 집주인들은 브랜드로 하여금 그들의 가치, 평판, 이미지를 높이기 위해 그들의 건물에 가게를 열게 하기를 원한다.
그러나 모든 새로운 스타벅스 매장이 따뜻하게 환영받는 것은 아니다. 2001년에 스타벅스는 동네 가게 주인들의 거센 반발을 딛고 인사동에 매장을 열었다. 현지인들은 스타벅스가 모든 한국 문화의 요람이라는 인사동의 정체성을 더럽힐 것이기 때문에 스타벅스를 여는 것에 반대했다. 스타벅스가 이 지역의 전통 찻집을 찾는 고객들을 유혹할 것이라고 믿었기 때문에 점주들도 현실적인 우려를 가지고 있었다. 현지인들과의 수많은 협상과 타협 끝에 스타벅스는 결국 인사동에 매장을 오픈했다. 인사동에 있는 스타벅스는 한국의 스타벅스 중 유일하게 한국식 간판이 있고 창문에 전통적인 나무 격자 무늬가 있다는 점이 독창적인 특징이다. 가게 내부에는 나무 탈과 같은 전통 문화의 여러 표식도 있다. 그러나 일각에서는 스타벅스의 시도를 한국 문화에 대한 진정한 찬사 없이 피상적인 꾸밈뿐이라고 여기기 때문에 인사동 상점에 대해 냉소적인 태도를 보인다.
1,611개의 매장과 거의 20,000명의 직원이 있는 스타벅스의 네 번째로 큰 시장인 이 매장은 과도한 노동 조건으로 어려움을 겪고 있다. 2022년 1월, 직원들은 '파트너가 가장 큰 자산'이라는 메시지와 함께 이목을 끌기 위해 서울 곳곳을 돌았다. 이를 통해 스타벅스 코리아는 매장 직원 1,600명을 추가로 고용하기로 보장했다.
국내 스타벅스가 온라인 주문이 가능한 '사이렌 오더' 서비스를 시작했다. 2014년부터 시작된 이 서비스는 고객이 도착하기 전에 음료를 주문하고 도착하자마자 픽업할 수 있도록 한다. 이 서비스를 통해 거의 5백만 명의 고객이 페이지에 등록했다. 주문이 급증하면서 미국 스타벅스는 물론 캐나다, 홍콩, 영국 등에서도 사이렌 오더 서비스를 추가했다.
탄소 발자국을 줄이기 위해 한국의 스타벅스 매장은 2025년까지 모든 일회용 컵을 없앨 것이라고 밝혔다. 제주도 스타벅스 매장은 제주도에 배정된 23개 매장 전체에서 재사용 가능한 컵만 사용하는 캠페인을 주도할 예정이다. 고객은 개인의 컵을 사용하거나 매장에서 제공하는 리유저블 컵을 사용하고 보증금 1000원을 사용할 수 있다. 컵 반납 시 보증금은 현금, 스타벅스 카드, 해피해빗 어플리케이션 포인트로 돌려 받을 수 있다. 재사용 가능한 컵은 전문 청소업체에서 수거하여 청소하여 일회용 컵 사용을 줄일 수 있다. 재사용 가능한 컵은 다른 형태로도 재활용된다.
스타벅스코리아에는 국내 전체 매장 중 약 60%에 달하는 870개의 캐시리스 매장이 있다. 이로 인해 기존 매장 4%에서 현금 없는 매장 0.5%로 현금 사용 인구가 줄었다. 카드와 모바일 앱을 사용하는 고객이 늘면서 스타벅스는 현금 사용 매장 수를 줄이기로 했다. 하지만 노인이나 외국인에게는 드물게 현금을 받기도 한다. 이는 단순히 최신 기술을 매장에 적용하기 위한 것이 아니라 라이프스타일의 변화를 적용해 고객과 파트너 모두에게 편리하도록 하기 위한 것이다.

#### 협동
방탄소년단은 한국의 청소년들을 지원하기 위해 스타벅스와 협력했다. 스타벅스는 매장에서 방탄소년단의 노래 중 하나인 'Make It Right'를 틀며 별이 빛나는 밤을 연상케 하는 같은 퍼플 컬러의 한정판 굿즈와 음료를 준비했다. 이 행사를 통해 스타벅스는 아름다운 재단을 지원하기 위한 기금을 마련했다.

### 카페베네
카페베네는 서울에 본사를 둔 커피전문점 체인점이다. 카페베네는 2008년 5월에 김선권 대표이사에 의해 설립되었다. 카페베네는 매장수로 따지면 국내 최대 규모의 커피 전문점이다. 2012년 4월 24일 현재 760개의 매장을 보유하고 있다.
카페베네는 초창기 과포화 상태의 미국 시장에서 관심을 끌기 위해 고군분투했다. 브랜드 인지도를 얻지 못한 김선권은 여러 예능 프로그램과 계약하여 회사 이익의 3% 지분을 위해 선택한 TV 프로그램에서 자신의 커피 위치를 사용하기로 했다.

### 이디야
2016년 설립된 이디야는 국내에 약 1,800개의 매장을 운영하고 있는 중저가의 저렴한 커피 체인점이다. 2001년에 설립된 이디야는 문창기 대표가 운영하고 있다.

### 세븐일레븐
국제적인 편의점 세븐일레븐은 경쟁력 있는 가격의 1000원 (87¢) 커피를 출시했다.

### 파스쿠치
Caffe pascucci는 한국에 480개 이상의 매장을 운영하고 있는 이탈리아 커피 하우스 체인점이다.

### 할리스
Hollys는 1998년에 설립된 대한민국의 커피 전문점 체인점이다.

### 빽다방
빽다방은 한국의 유명 셰프인 백종원이 2006년 창업한 저렴한 커피전문점이다. 2022년 현재로는, 한국에는 약 1,000개의 매장이 있다. 빽다방은 논현동 백종원의 식당 옆에서 시작됐다. 그는 고객을 끌어들이는 인스턴트 커피 스틱을 더 많이 제공하고 싶었다. 백종원의 커피는 싼 커피는 품질이 낮다는 고정관념을 깨고자 하는 것이 목표이다. 백종원의 커피는 브라질산 생두만을 사용하여 아몬드의 고소한 풍미와 밀크초콜릿 같은 부드러운 단맛으로 묵직한 바디감을 선사한다. 생원두는 로스팅하여 이틀 이내에 매장으로 배송되며, 2주 내에 사용해야 한다. 2020년 빽다방은 메뉴를 보고, 주문하고, 결제하고, 스탬프를 모을 수 있는 모바일 앱을 출시했다. 스마트 오더를 통해 고객은 미리 주문하면 매장에 도착하자마자 음료를 픽업할 수 있다.

#### 콜라보레이션
2021년, 빽다방은 레드불과 협업해 '레드 플레임 파워(Red Flame Power)'라는 음료를 출시했다. 이 음료에는 레드불 한 병과 오미자가 포함돼 맛을 더욱 상큼하게 해 코로나19로 고통받는 이들을 응원하고자 하였다.

### 투썸플레이스
투썸플레이스는 한국의 커피 전문 체인점으로 2002년부터 2021년까지 CJ그룹의 소유였다. 2022년 1월에 Carlyle Group이 인수했다.

#### 콜라보레이션
투썸플레이스는 2017년부터 TWG와 전속계약을 맺어 성장중인 차 시장을 노리고 있다.
20주년을 맞아, 투썸플레이스는 마디 머크레디와 콜라보레이션 메뉴로 요구르트를 활용한 메뉴를 개발해 봄의 정취를 표현했다. 마디 머크레디와 콜라보한 다섯 가지 제품이 출시되었다. 투썸플레이스는 시그니처 패턴인 플라워 패턴을 활용해 컵과 물병, 홈 데코용 러그 등을 준비했다.

### 폴 바셋
폴 바셋(Paul Bassett)은 세계 바리스타 챔피언십에서 우승한 오스트레일리아의 바리스타 폴 바셋의 이름을 딴 일본과 한국에서 운영하는 커피 전문점의 브랜드 이름이다.

### 탐앤탐스
[[탐앤탐스|Tom N Toms] 는 한국에서 시작된 국제적인 커피 체인점이다.